# Ардак, Акнар
Акнар Ардак (каз. Ақнәр Ардақ, кит. трад. 阿赫纳 阿达克, англ. Ahenaer Adake, род. 1 июня 1999 года, Китай) — китайская конькобежка, казахского происхождения. Участница зимних Олимпийских игр 2022 года, 2-кратная чемпионка Китая и 5-кратная призёр. Чемпионка и бронзовый призёр чемпионата четырёх континентов. Выступает за команду Тяньцзиня.

## Биография
Акнар Ардак (её имя по-казахски “Ак“ означает чистоту, а ”Нар" - силу), родилась в городке Шишан уезда Хутуби в самой обычной казахской семье. Уже в пять лет она просила родителей купить ей роликовые коньки, увидев как катаются соседские дети, но в то время экономическое положение семьи было неважным. Позже её дядя узнал об этом и купил ей в подарок пару роликовых коньков, а в возрасте 7-ми лет начала кататься зимой на коньках. Она всегда была первой в классе по бегу на длинные дистанции. Летом занималась бегом, скалолазанием, ездой на велосипеде.
В 11 лет Акнар занималась в любительском клубе, после того, как в Синьцзяне завершилось строительство Центра ледовых видов спорта и провели 13-е Национальные зимние игры. В 2012 году её отец серьезно заболел и она прервала своё обучение, чтобы помочь своей матери Хайнур Елемес. После смерти отца, в возрасте 13 лет, она возобновила тренировки и стала профессиональной спортсменкой. В 2014 году на Национальных играх Автономного района 15-летняя девочка одержала пять побед в женской группе "B" и вошла в сборную Синьцзяна по шорт-треку.
В 2016 году, в возрасте 17 лет, Акнар приняла участие в 13-х Национальных зимних играх. Хотя она не завоевала медали, но была выбрана в национальную команду по шорт-треку. В 2018 году она перешла в конькобежный спорт и уже через полгода выиграла национальный чемпионат в забеге на 5000 метров. Она также стала серебряным призёром в забеге на 3000 м, в масс-старте и в многоборье. Через год уже выиграла чемпионат страны в абсолютном зачёте и на Кубке мира среди юниоров одержала четыре победы. 
В феврале 2020 года на первом чемпионате четырёх континентов в Милуоки выиграла бронзовую  медаль в командной гонке и заняла 4-е место в масс-старте. После пандемии коронавируса в сезоне 2020/21 выиграла несколько медалей на национальном чемпионате. В сезоне 2021/22 на Кубке мира она устанавливала один за другим личные рекорды, а 12 декабря 2021 года на этапе в Калгари китайская команда в составе Хань Мэй, Ли Циши и Акнар завоевала бронзовую медаль в командной гонке преследования.
В феврале 2022 года она впервые участвовала на зимних Олимпийских играх в Пекине и заняла 5-е место в командной гонке и 17-е места в забегах на 1500 и 3000 м. В 2024 году Акнар участвовала на 14-х Национальных зимних играх и выиграла золотую медаль в командной гонке преследования, а также бронзовую в беге на 3000 метров. В ноябре на чемпионате четырёх континентов в Хатинохе с командой одержала победу в командной гонке.

## Личная жизнь
Акнар Ардак встречается с китайским конькобежцем, олимпийским чемпионом Гао Тинъюй.